# 加沙戰爭期間以色列對約旦河西岸的襲擊
2023年10月7日以色列—哈马斯战争发生之后，有部分居住在约旦河西岸巴勒斯坦领土上的巴勒斯坦居民因持有民族主义和激进主义的观点，和对法塔赫领导下的巴勒斯坦自治政府治理不力及对其高层极度贪腐感到极为不满与失望；进而对哈马斯产生好感和同情，并为此声援哈马斯且在其资助下自发成立了大大小小的各类新型的激进团体来与以色列军队和自治政府相对抗。

## 背景
以色列军队及犹太人定居者和居住在约旦河西岸的巴勒斯坦人的矛盾由来已久，且其紧张关系与暴力冲突在2023年以色列—哈马斯战争之前已有所升级，根据联合国估计，2022–2023年，是有记录以来对约旦河西岸巴勒斯坦人最为致命的一年。

## 经过
10月10日，以色列警察在東耶路撒冷殺害了兩名被指控向他們投擲石塊的巴勒斯坦人。
10月18日，因阿赫利阿拉伯醫院爆炸事件爆發抗議活動，據報在拉馬拉發生了衝突。 在傑寧，一名12歲女孩被巴勒斯坦自治政府國家安全部隊的交火擊斃，另一名青年在圖巴斯被巴勒斯坦自治政府部隊打傷。 一名巴勒斯坦人在納比薩利赫與以色列軍隊的對抗中喪生，約旦河西岸另有30人受傷。
10月19日，在以色列隔夜襲擊約旦河西岸的過程中，60多名哈馬斯成員被捕，12人被殺，其中包括該運動在約旦河西岸的發言人哈桑·優素福。
10月22日，以色列襲擊了傑寧的安薩爾清真寺，稱其殺死了幾名來自哈馬斯和伊斯蘭聖戰組織的“恐怖分子”，他們計劃在裡面發動襲擊。幾天之內，巴勒斯坦伊斯蘭聖戰組織的高級指揮官阿米爾在傑寧難民營與以色列國防軍的衝突中被殺。
10月31日，以色列國防軍在舒韋卡周圍與哈馬斯交戰。
11月30日，兩名巴勒斯坦槍手在耶路撒冷掃羅山交流道的一個公車站打死3名以色列人，打傷11名以色列人。哈瑪斯聲稱對此負責。
2024年2月16日，一名巴勒斯坦槍手在馬拉奇城開槍打死兩名以色列人，打傷四人。 槍手在現場被一名休班的以色列國防軍預備役軍人擊斃。
4月16日，一群以色列定居者在阿克拉巴殺害了兩名巴勒斯坦人。
4月20日，在以色列襲擊約旦河西岸期間，14名巴勒斯坦人在衝突中喪生。巴勒斯坦消息來源確認其中一名受害者是武裝份子。而以色列則稱有14名槍手被殺。
5月13日，在塔爾庫米亞檢查站，一隊向加薩運送食物的卡車車隊遭到以色列定居者的襲擊，以色列定居者損壞了卡車並將物資扔在地上。
2023年12月，尼格夫沙漠斯德泰曼的一處軍事基地被以色列國防軍改建為拘留營。舉報人報告說，難民營中的巴勒斯坦被拘留者遭到毆打和酷刑，以及因戴手銬受傷而截肢。 2024年5月，營地的情況曝光後，以色列最高法院舉行了聽證會，以色列國防軍開始將1,200名囚犯轉移到奧弗監獄。

## 其他突袭行动
- 拉姆安拉
- 希伯伦
- 东耶路撒冷